# Gerda Daumerlang
Gerda Daumerlang (* 2. Mai 1920 in Nürnberg; † 16. März 2006 in Tettenweis) war eine deutsche Wasserspringerin. Im Kunstspringen vom 3-Meter-Brett war sie fünffache deutsche Meisterin, Vizeeuropameisterin und Olympiateilnehmerin.

## Leben und sportliche Karriere
Schon als Sechzehnjährige nahm Gerda Daumerlang, die beim Schwimmerbund Bayern 07 trainierte, als Wasserspringerin an den Olympischen Spielen 1936 in Berlin teil. In der olympischen Disziplin Kunstspringen verfehlte sie nur knapp die Medaillenränge. Das Publikum im Stadion hatte sie schon verfrüht als Bronzemedaillengewinnerin gefeiert, während die Jury entschied, dass ihre amerikanische Konkurrentin Dorothy Poynton ihren letzten Sprung wiederholen durfte und so Dritte wurde. Gerda Daumerlang wurde im Endergebnis Vierte unter den sechzehn Teilnehmerinnen aus neun Ländern. Ihren Trostpreis, den sie gemeinsam mit einigen weiteren „Pechvögeln“ der Berliner Olympischen Spiele aus den Händen des Sportfunktionärs Hans von Tschammer und Osten erhalten hatte, verschenkte sie Jahrzehnte später an einen Sammler. Es war eine mit Sockel insgesamt etwa 37 Zentimeter hohe Bronzestatue, eine verkleinerte Ausführung des bekanntesten Werkes von Max Kruse mit dem Titel Der Siegesbote von Marathon; der Sockel trug die Inschrift „Ehrengabe des Reichssportführers v. Tschammer und Osten Olympia-Jahr 1936“.
Im Jahr 1937 wurde Gerda Daumerlang erstmals deutsche Meisterin im Kunstspringen vom 3-Meter-Brett.
Ein Jahr später gewann sie bei den Schwimmeuropameisterschaften 1938 in London in dieser Disziplin die Silbermedaille. Im selben Jahr wurde sie erneut deutsche Meisterin, ebenso in den Folgejahren 1939 bis 1941.
Wie viele erfolgreiche Spitzensportler ihrer Zeit war auch Gerda Daumerlang während ihrer Trainings- und Wettkampfsprünge ein beliebtes Motiv des österreichischen Sportfotografen Lothar Rübelt (1901–1990), dessen Werke heute in Museen und Sammlungen enthalten sind und bei Auktionen zu hohen Preisen gehandelt werden. Acht seiner Fotos von Gerda Daumerlang aus den Jahren 1935 bis 1940 sind heute Bestandteil der Fotosammlung der Österreichischen Nationalbibliothek und online verfügbar.

Seit Anfang der 1940er Jahre lebte Gerda Daumerlang in Wien und studierte dort Medizin. Während ihrer Studienjahre nahm sie weiterhin als Wasserspringerin für den Ersten Wiener Amateur-Schwimm-Club (EWASC) an nationalen Wettkämpfen und an Schauspringen im Dianabad teil. Zeitungen wie die Illustrierte Kronenzeitung berichteten über ihre Erfolge, beispielsweise im November 1941 über ihren zweifachen Sieg im Städtewettkampf „Wien gegen Budapest“. Auch auf ihre bevorstehende Promotion am 25. Januar 1944 im Auditorium maximum der Wiener Universität wurde im auflagenstarken Neuen Wiener Tagblatt tags zuvor hingewiesen. Gut einen Monat später vermeldete Das kleine Volksblatt unter der Überschrift Kleine Sportnachrichten: 

„Frau Dr. Gerda Daumerlang, die Meisterin im Turm- und Kunstspringen, hat sich in Wien mit Dr. Hans Richthammer vermählt.“

Gerda Daumerlang-Richthammer ließ sich nach Kriegsende als Allgemeinärztin in dem niederbayerischen Dorf Tettenweis im Landkreis Passau nieder. Dort betrieb sie von 1945 bis 1982 eine eigene Arztpraxis, die inzwischen von ihren Nachkommen in dritter Generation weitergeführt wird. Bis 1962 war sie außerdem als Chirurgin am Krankenhaus in Griesbach im Rottal tätig. Dort und in Bad Füssing arbeitete sie auch als Kurärztin.
Im Ruhestand veröffentlichte Gerda Daumerlang im Jahr 1988 ihre Autobiografie unter dem Titel „So wird es wohl gewesen sein. Erinnerungen einer Olympionikin und Landärztin.“
Zu einem nicht bekannten Zeitpunkt ging sie eine zweite Ehe ein und führte in der Folgezeit den Familiennamen Kastner.
Gerda Kastner starb am 16. März 2006 wenige Wochen vor Vollendung ihres 86. Lebensjahres in Tettenweis.

## Veröffentlichungen
- So wird es wohl gewesen sein. Erinnerungen einer Olympionikin und Landärztin. Jahn & Ernst, Hamburg 1988, ISBN 3-925242-69-4.